# Наленчув (гмина)
Наленчув (пол. Nałęczów) — гмина (волость) в Польше, входит как административная единица в Пулавский повет, Люблинское воеводство. Население — 9549 человек (на 2004 год).

## Соседние гмины
1. Гмина Гарбув
2. Гмина Ясткув
3. Гмина Курув
4. Гмина Маркушув
5. Гмина Вонвольница
6. Гмина Войцехув